# René Silva Espejo
René Silva Espejo (17. de marzo de 1904 – 27 de mayo de 1980) —Fue un conocido periodista chileno del siglo XX,  galardonado con una larga lista de honores y distinciones que incluyen el Premio Nacional de Periodismo en 1957, el Premio Maria Moors Cabot de la Universidad de Columbia en 1957, como así también numerosas órdenes al mérito de varios países. Inició su carrera profesional como profesor y funcionario público, pero más adelante su labor más destacada fue como periodista y escritor en El Mercurio de Santiago al cual se incorporó como redactor en 1946, ascendió a subdirector en 1952, y desde 1963 a 1978 fue su director. El historiador Erwin Robertson lo describe como un escritor representativo de un "fascismo de derechas".

## Biografía

René Silva Espejo, retrato hecho por Cecilia Lewis (1960)

René Silva Espejo nació el 17 de marzo de 1904 en Antofagasta, Chile, como segundo hijo del oficial de marina Manuel Silva Avalos y de Ema Espejo Ibáñez. Sus hermanos fueron Eugenio, Olga, Eliana y Hugo Silva Espejo. En 1906 la familia Silva Espejo se trasladó a Valparaíso y posteriormente en 1912 a Santiago. René Silva Espejo completó sus estudios secundarios en el colegio Los Padres Franceses de Valparaíso. En 1923 ingresó al Instituto Pedagógico de la Universidad de Chile en la Facultad de Filosofía y Letras, estudios que concluyó en 1927 con el título de Profesor de Castellano y Filosofía. En el curso de sus estudios universitarios llegó a ocupar el cargo de Vicepresidente de la Federación de Estudiantes. Allá conoció a la estudiante Marta García García, con quien contrajo matrimonio en 1924, y juntos tuvieron una hija única, Jimena Silva García, nacida en 1925. Después que ellos se separasen al cabo de siete años de matrimonio, él mantuvo el tutelaje de su hija Jimena, y años más tarde, al separarse ella de su marido, Silva Espejo se hizo cargo del cuidado y educación de sus tres nietas, a quienes quería y educó como si fuesen sus hijas. En 1978 se casó tardíamente en segundas nupcias con Elena Diesel Chávez, con quien tenía lazos de amistad desde años anteriores. De fe católica, en su juventud parece haber pasado por un período de agnosticismo, pero años más tarde se describió a sí mismo como creyente. Falleció de un infarto cardíaco el 27 de mayo de 1980 a los 76 años de edad.

## Vida pública
Aun siendo estudiante, en 1923 ingresó al Ministerio del Interior del Gobierno de Chile desempeñando diversas funciones hasta llegar al cargo de Jefe de Sección. Al terminar sus estudios superiores en el Instituto Pedagógico de la Universidad de Chile, ejerció como profesor de castellano y como periodista. Durante la crisis económica mundial de 1929 ingresó al Ministerio de Educación Pública de Chile como Jefe del Departamento del Personal y luego como Subsecretario del Ministerio. Allí le correspondió asistir en la elaboración del primer Estatuto Universitario, que se mantuvo vigente en Chile por más de 40 años. Posteriormente fue nombrado, en 1931, como Subsecretario de Educación por el Presidente de Chile Carlos Ibáñez del Campo (1927–1931), cargo al cual renunció después de siete meses. Con el propósito de dedicarse de lleno a su vocación centrada en las actividades periodísticas, tomó la decisión de renunciar en 1931 a sus labores docentes y administrativas.

## Carrera periodística (1931-1978)
Ya desde joven Silva Espejo sintió el llamado a la carrera periodística, continuando así en la línea de trabajo de sus antepasados. Su vocación periodística le vino por su tío abuelo Juan Nepomuceno Espejo, quien fue llamado ‘el primer diarista de Chile’. En una entrevista con la revista Ercilla en 1958 expresó: “No pude evitar la vocación periodística. Me gusta la polémica,”. Años más tarde, al recibir el grado de Doctor Honoris Causa de la Universidad de Chile en 1976, él manifestó: “Al formarme en un ambiente en que, por igual, había profesores y hombres de prensa, mi inclinación quedó señalada. Elegí los estudios de pedagogía, sintiéndome llamado a las labores docentes, pero simultáneamente comencé a colaborar en la prensa, encontrando afinidad entre ambas actividades. El concepto fundamental del periodismo envuelve la posibilidad de instruir a los demás sobre los sucesos que acaecen en el mundo.”
Entre 1925 a 1931 participó en la dirección [El Debate, El Imparcial] y creación [Trabajo, El Sol] de unos pocos periódicos menores de corta vida y también colaboró con otros diarios. Alrededor de 1932, años de turbulencia política en que una Junta de Gobierno proclamó La República Socialista en Chile y tuvo también impacto en Chile la Gran Depresión, Silva Espejo dirigió el diario El Debate. De esa época recuenta más tarde el periodista Orlando Cabrera Leyva: “René fundó y dirigió El Sol, un diario chico con ínfulas de grande. Pero no teniendo fondos, el diario estaba agonizando. De su experiencia dirigiendo El Sol, Silva Espejo recordaría más tarde: “Es el diario que más trabajo me dio. Lo hacíamos en la maquinaria vieja de la empresa Zig-Zag. Me daba la medianoche en los talleres” .
Sin dejar de trabajar en la prensa, en 1935 ingresó a la Sociedad Nacional de Agricultura, y en 1942 pasó a ser su Secretario General. En 1943 impulsó la creación de la Radio Sociedad Nacional de Agricultura de esa institución, en la que ofreció servicios noticiosos. Junto con Rafael Cabrera Méndez y Fernando Ortúzar Vial formaron un programa de discusión que llamaron Tertulia. Este espacio radial fue muy escuchado, teniendo un formato de una conversación improvisada sobre asuntos políticos, información internacional y cultural entre amigos. En 1949 fue también nombrado gerente de la Sociedad Agrícola Nacional (SAC), en la que se preocupó de aspectos relativos a la producción agrícola organizando convenciones y asociaciones gremiales del sector.
En 1946 ingresó a El Mercurio de Santiago como redactor. En su primer artículo allí denunció los peligros de las conversaciones chileno-argentinas encaminadas a establecer un mecanismo de complementación entre ambos países propiciadas por el gobierno de Juan Perón. En la década de 1946 a 1955, Silva Espejo vigiló y polemizó temas sobre el Tratado de Unidad Económica con Argentina, culminando en su artículo “Chile frente al Peronismo” en el que defendió los intereses de Chile. Durante esa campaña Silva Espejo denunció las políticas peronistas expansionistas y autárquicas hasta que ese proyecto terminó siendo archivado en Cancillería. 
En enero de 1952 Silva Espejo fue nombrado Subdirector de El Mercurio de Santiago. Desde 1952 a 1964 su nueva gran campaña fue denunciar el peligro inflacionista apoyando ‘la austeridad en el gasto fiscal, la liberación del comercio y la proscripción del monopolio’ entre otras medidas. En 1963, tras fallecer el periodista Rafael Maluenda, René Silva Espejo fue elevado al cargo de Director de El Mercurio de Santiago, posición en la que permaneció hasta su renuncia por motivos de salud en 1978. Silva Espejo también impulsó la creación del Colegio de Periodistas y redactó su Código de Ética Profesional.

### Jr Cronicas
Silva Espejo, usando el seudónimo de Junior (Jr), combinó su labor periodística con comentarios humorísticos y mordaces que inicialmente aparecieron en el diario El Imparcial y posteriormente en la columna ‘Día a Día’ de El Mercurio. Cecilia García Huidobro recuerda que  “Junior... hizo puntería sobre algunos de los inconfundibles rasgos de los chilenos, sobre todo sus debilidades y defectos, con una agudeza que no puede menos que sorprender por su vigencia [9]. Cristian Zegers dijo: “Como escritor y periodista era agudo, incisivo, sensible. Su estilo era inteligente y reflexivo. Su manejo del idioma era extraordinario.”  Su libro Jr Cronicas fue publicado en 1961.

## Filosofía periodística y convicciones políticas

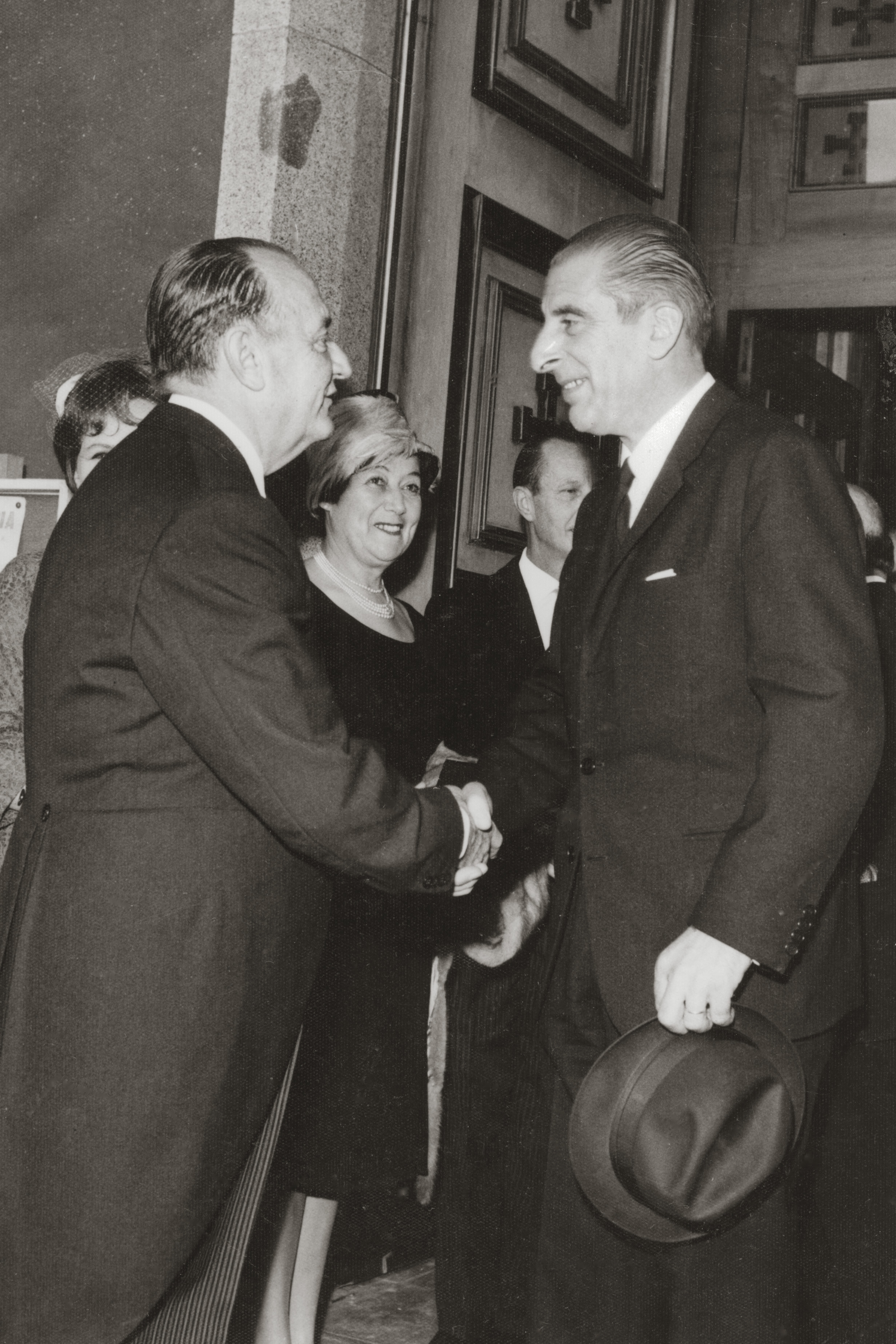
Presidente Eduardo Frei Montalva saluda a René Silva Espejo

Ya desde muy temprano Silva Espejo demostró ser intelectualmente independiente por lo que evitó afiliarse con partidos políticos. En una entrevista en 1978 en la revista Cosas,  Silva Espejo dijo:  " Yo fui un indiferente político casi virtualmente, podría asegurarlo. Porque nunca tuve filiación demasiado marcada. No experimenté ninguna definición sino la que podría significar oposición al régimen antidemocrático." [11]
Con todo, René Silva Espejo, quien siempre estuvo ligado al nacionalismo chileno, militó en el Movimiento Nacional-Socialista de Chile, un partido de orientación fascista y nazi que tuvo representación parlamentaria y que se desintegró tras la trágica Masacre del Seguro Obrero en 1938. Durante esta corta etapa, Silva Espejo fue parte de la "alta cúpula del nacismo", siendo el director de su Departamento Doctrinario y de Trabajo, la revista y medio de difusión nacista. En 1933, Fernando Ortúzar Vial y Espejo comenzaron a disputar la dirección del partido, acusando a Jorge González von Marées de ser poco capaz y de alejarse de la ideología fascista. Ambos serían expulsados por González ese mismo año.
Es más, él fue siempre muy reservado en sus opiniones personales, y especialmente en materias políticas. Es así que él pudo mantener una posición neutral en la dirección de El Mercurio, y de esa manera no sólo logró representar los intereses del diario y apoyar como periodista a gobiernos de distintos ideales políticos, sino que también pudo criticar a aquellos gobiernos cuando le pareció necesario. Le dio su apoyo más sólido al gobierno del demócrata-cristiano Eduardo Frei Montalva (1964–1970), de quien se convirtió en su amigo personal. En una entrevista con la revista Cosas dijo en 1977: “Yo fui un gran defensor de la política [de Frei] de recuperar para Chile la propiedad plena del cobre y de las materias primas”. Fue también un gran defensor de las libertades económica y de las personas, como así también de la libertad de prensa.
Un ejemplo de esta lucha por la libertad de prensa se encuentra en una ‘Carta de los Lectores’ que El Mercurio publicase el 13 de julio de 1967 con el título “Sueldos y FFAA”, que iba firmada por un tal “Coronel de las Fuerzas Armadas N.N”. El autor planteaba la necesidad de revisar las rentas de diez servidores públicos postergados, señalando que por ese motivo existía efervescencia en la oficialidad joven. El presidente del Senado, Salvador Allende, pidió al Ministerio del Interior procesar al director del diario por la publicación de una carta apócrifa. El Coronel N.N. le expresó al director de El Mercurio que si el periódico estuviese en peligro de sanciones, que él lo liberaría de la obligación de guardar el secreto profesional. Silva Espejo se negó a romperlo y enfrentó un proceso que duró cuatro meses. El fiscal emitió una resolución declarándolo reo y determinó que la carta anónima afectaba la seguridad interior del Estado. Citó a declarar a Silva Espejo conminándolo a revelar la identidad del Coronel N.N. Pero Silva Espejo insistió que debía mantener el secreto periodístico y mantuvo su línea de que la libertad de prensa se basaba en la garantía del periodista de respetar la privacidad de sus fuentes. El Fiscal lo arrestó con el objetivo de investigar la denuncia mientras el juicio se llevaba a cabo. Aun así, su abogado consiguió que se acogiera la petición de libertad inmediata e incondicional, y la encargatoria de reo fue revocada.
En 1961 Silva Espejo concurrió e intervino dentro del programa de la Alianza para el Progreso en una conferencia en Punta del Este durante la cual, según Arturo Fontaine Aldunate, Silva Espejo advirtió que América Latina estaba frente a dos caminos: ‘el que le ofrece la reforma de las estructuras económicas y sociales dentro del marco de la democracia o el logro de esas reformas mediante la destrucción de las instituciones que dan al hombre garantía de libertad espiritual’.
En sus propias palabras al recibir el grado de Doctor Honoris Causa de las Universidades de Chile y de Valparaíso, Silva Espejo explicó que él entrelazó la enseñanza con el periodismo y resumió su ideal periodístico, diciendo que ‘todo individuo tiene derecho a la libertad de opinión y expresión: este derecho incluye el de no ser molestado por sus opiniones, el de investigar y recibir informaciones y el de difundirlas sin limitación de fronteras, por cualquier medio de expresión.” El asunto más importante que dijo que se debía considerar sobre la libertad de expresión era que’ las leyes no respondan al libertinaje ni afecten a las honras de las personas y al resguardo de la moral.’
En una entrevista con la Revista Ercilla, Silva Espejo mencionó los valores morales por los que se jugaba El Mercurio bajo su dirección: “Defensas de la libertades públicas, de la corrección administrativa y también de la orientación de la enseñanza, como defensa del futuro de las nuevas generaciones.  Al renunciar Silva Espejo a su cargo de Director de El Mercurio, Arturo Fontaine señaló que su filosofía personal y política fue la defensa de la libertad de prensa que veía como “fundamental para la subsistencia de todos los demás derechos y libertades esenciales”.
En su trayectoria periodística Silva Espejo fue defensor de la democracia y estuvo opuesto a la extrema izquierda, y en particular, al Marxismo doctrinario. En 1948 él le dio su apoyo a la Ley de Defensa Permanente de la Democracia, la que proscribía al Partido Comunista. Criticó también la política exterior del presidente argentino Juan Domingo Perón, y en 1970 se opuso tanto a los planes de la candidatura como al gobierno de Salvador Allende Gossens (1970–1973). En efecto, Silva Espejo criticó las acciones del gobierno de la Unidad Popular liderada por Allende, y denunció al proceso revolucionario puesto en marcha por este grupo político.  A su vez, el gobierno de Allende combatió tenazmente a El Mercurio y a la prensa opositora a través de los medios informativos gobiernistas. Héctor González añade: “La defensa permanente de la Libertad de Prensa, sin resquicios, ha tenido en Don René no sólo en El Mercurio, sino que en los planes internacionales a uno de sus líderes más señeros”.
Como director de El Mercurio Silva Espejo mantuvo la independencia de ese diario durante el régimen militar que derrocó al de la Unidad Popular en 1973, posición que continuó hasta que en 1978 cuando él se retirase de la dirección de El Mercurio por razones de salud, falleciendo dos años más tarde.

## Impacto enEl Mercurio
Durante su dirección El Mercurio adquirió una cobertura y distribución nacional que logró haciendo uso de una flota de camiones y de transporte aéreo. Silva Espejo organizó un diario más conciso y se preocupó de asignar los espacios para crónicas dependiendo de la importancia relativa de estas. En 1963 bajo su dirección se publicó por primera vez el Suplemento Dominical que después pasaría a ser la Revista del Domingo, la que incluía una crítica literaria semanal. En 1976 creó la Revista del Campo, pionera de temas agrícolas. Un año después se editó un suplemento de espectáculos en los días viernes, el que pasó a constituir la primera encarnación de la conocida revista Wiken.

## Premios, Honores y Distinciones

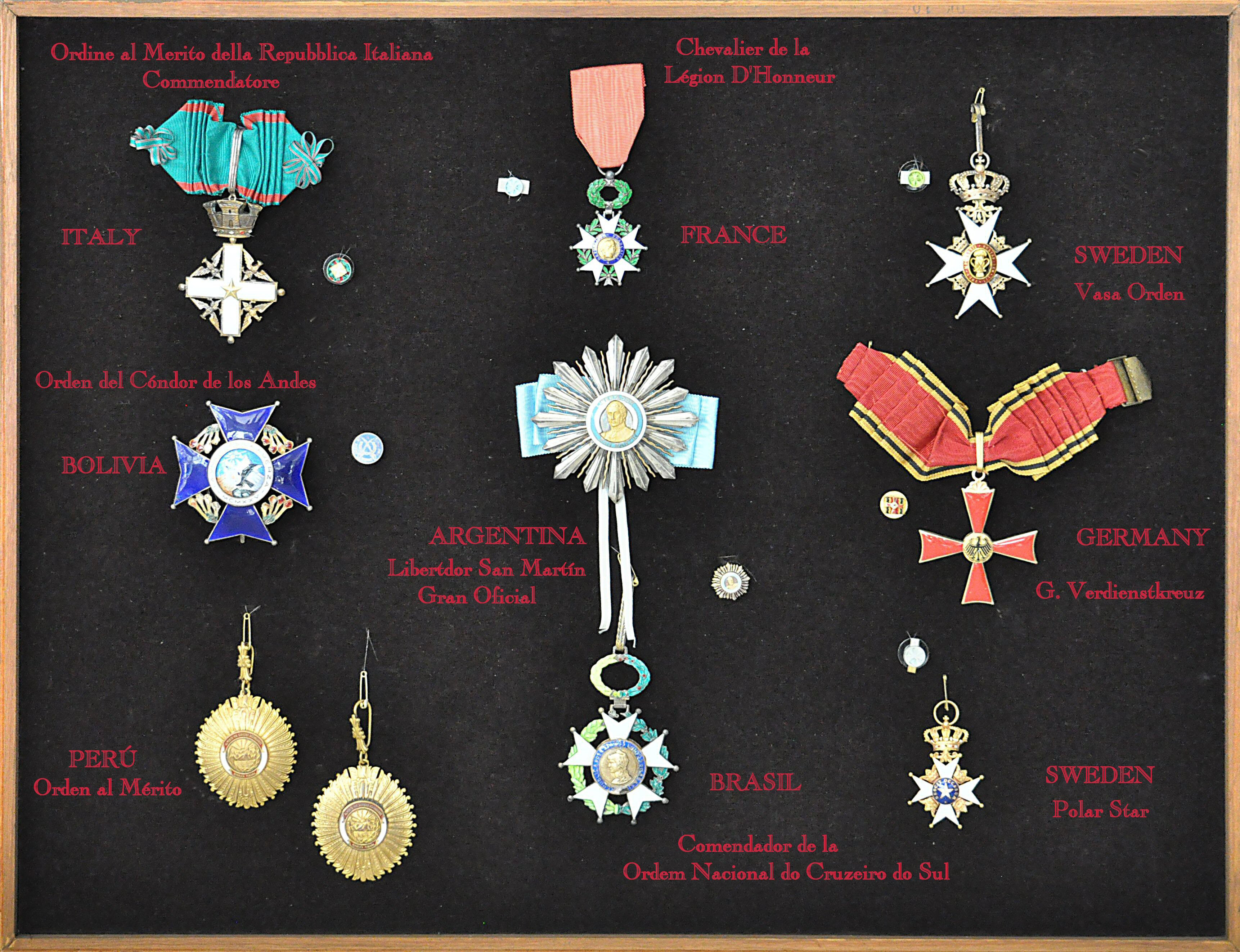
Ordenes al Mérito otorgadas a René Silva Espejo

·       1952           Premio Camilo Henríquez del Círculo de Periodistas.
·       1956           Premio Mergenthaler, Sociedad Interamericana de Prensa.
·       1957           Premio Nacional de Periodismo (Redacción).
·       1957           Premio Diego Portales, Cámara de Comercio de Chile.
·       1957           Premio Maria Moors Cabot de Columbia University.
·       1960           Perú, Orden al Mérito en el grado de Comendador.
·       1961           Presidente del Colegio de Periodistas.
·       1961           Argentina, Orden del Libertador San Martín, Gran Oficial.
·       1961           Francia, medalla de la Legión de Honor.
·       1962           Miembro de la Academia Chilena de la Lengua.
·       1963           Suecia, Miembro de la Orden Vasa (Comendador).
·       1963           Suecia, Miembro de la Orden de la Estrella Polar
·       1964           Director Honorario de la Unión de Tipógrafos.
·       1966           Miembro Correspondiente de la Real Academia Española
·       1966           República Federal Alemana, Orden al Mérito, (Comendador).
·       1966           Brasil, Orden Nacional Do Cruzeiro Do Sul, (Comendador).
·       1967           Italia, Orden al Mérito en el grado de Comendador
·       1970           Premio Alberdi-Sarmiento del Diario La Prensa de Buenos Aires
·       1975           Medalla de Oro por 30 Años de Servicio, El Mercurio
·       1976           Doctor Honoris Causa en Filosofía y Letras, Universidad de Chile
·       1976           Doctor Honoris Causa, Universidad de Chile de Valparaíso
·       1977           Socio Honorario de la Sociedad Nacional de Agricultura
·       1978           Placa de Reconocimiento, Cámara de Comercio de Chile
·       1978           Diploma de Reconocimiento, Círculo de Periodistas de Santiago

## Publicaciones
Silva Espejo, René; Herrera F.; y Baltra A., El Futuro Económico de Chile y América Latina. 1957
Silva Espejo, René, Jr. Crónicas, Editorial Zig Zag, Santiago, 1961
Silva Espejo, René, Discurso de Incorporación de D. René Silva Espejo, 1963. Boletín de la Academia Chilena de la Lengua, (Revista Santiago Chile), Apartado tomo 16, Cuaderno 54, p 1-18
Silva Espejo, René, Los Medios informativos y la Defensa del Idioma”,  VII Congreso de la Asociación de Academias de la Lengua Española, 1976
Silva Espejo, René, El Mercurio y su lucha contra el Marxismo, Editorial Gabriela Mistral, 1975